# 生江孝之
生江 孝之（なまえ たかゆき、1867年12月7日（慶応3年11月12日） - 1957年（昭和32年）7月31日）は、日本の社会事業家、宗教家（牧師）、大学教授（社会福祉学者）。吉田久一・一番ヶ瀬康子著『昭和社会事業史への証言』（ドメス出版　1982年）において「日本社会事業の父」と称されたとの記述がある。

## 経歴
仙台藩士生江元善の子。陸奥国仙台（現・宮城県仙台市）出身。東京英和学校（現：青山学院）を経て北海道にて、伝道を行い、青山学院神学部卒業後、1900年渡米、ボストン大学で神学社会学を修める。
欧米の社会事業論からの影響を受けて、1909年(明治42年)より内務省社会局嘱託に就任、社会立法の成立や現場の指導に幅広く従事した。社会局嘱託を持した1923年(大正12年)、『社会事業綱要』を著し、その中で、貧困を自然貧、個人貧、社会貧に区分し、社会貧として生存の最低標準である狭義の絶対貧と広義の時代的社会貧を規定した。このような生江の貧困者の捉え方は、当時の社会事業界で最も先駆的なものであった。東京キリスト教青年会理事、東京府社会事業協会理事などを務め、1918年日本女子大学教授となった。1931年(昭和6年)には、『日本基督教社会事業史』を著し、社会連帯責任の観念の重要性を強調し、「社会連帯責任とは片務的にあらずして相互責任であり、相互努力であることを忘れてはならない」ことを主張した。
なお、彼は青山学院在学中には山室軍平との出会いを経験している。1943年から1945年にかけて青山学院理事長として軍部の教育方針と敵対した。戦後は、社会福祉法人「敬愛会」などの設立に高橋直作らと共に奔走した。同志社大学今出川図書館には、孝之の蔵書2700冊を戦後本人が寄贈し出来た「生江文庫」がある。。元日本福祉大学教授生江明は孝之の孫である。墓所は多磨霊園。

## 著作等
- 『農村経営と自治』六盟館、1911年、100頁。
- 『社会事業綱要』巌松堂書店、1923年、511頁。
- 『日本基督教社会事業史』教文館出版部、1931年、311頁。
など。